# Kunstenaarskolonie Worpswede

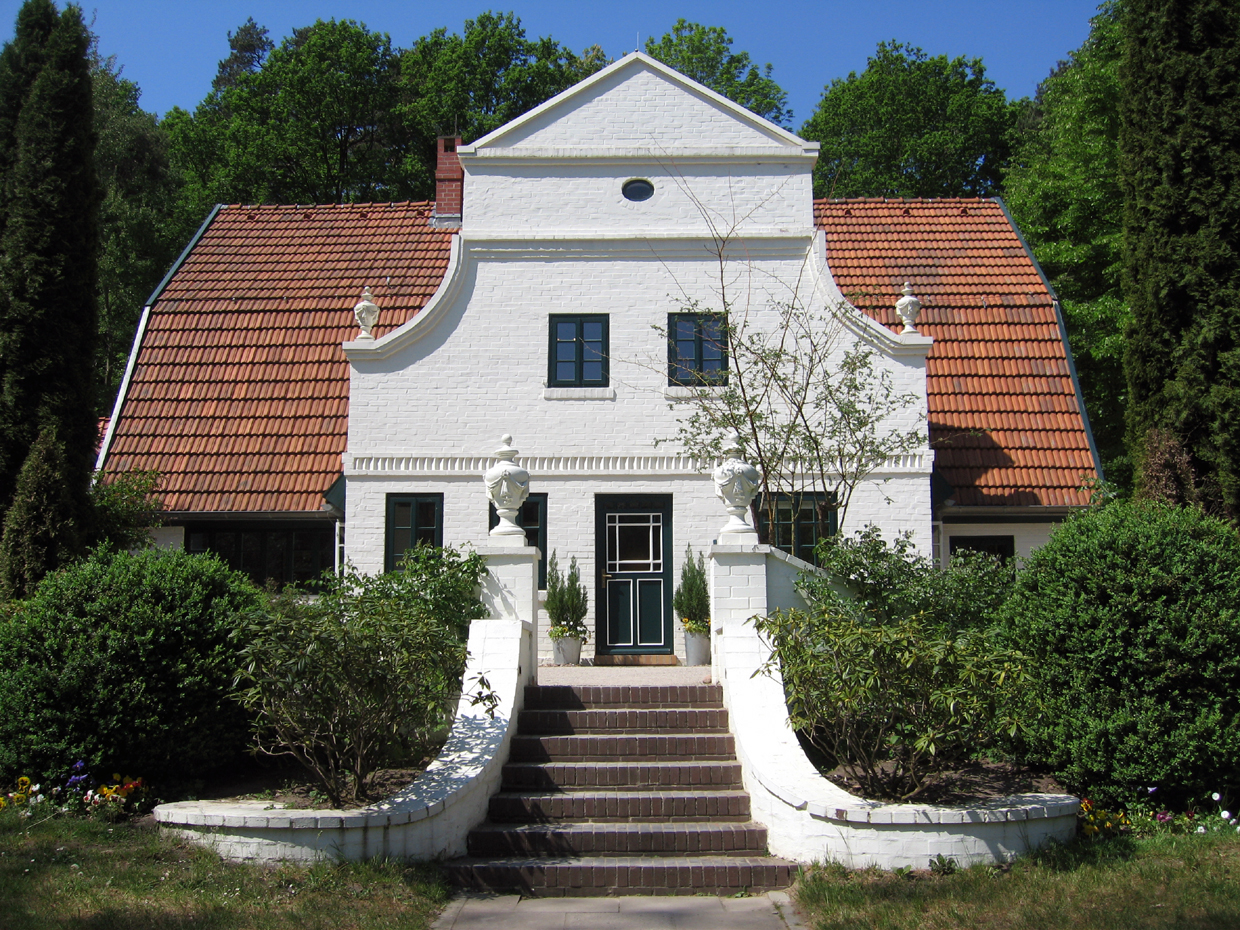
De Barkenhoff werd het middelpunt van de Worpsweder Kunstbeweging.

De kunstenaarskolonie Worpswede is een in 1889 opgerichte leef- en werkgemeenschap van kunstenaars in de gemeente Worpswede in Nedersaksen, gelegen in het voormalige moerasgebied Teufelsmoor, 18 kilometer ten noordoosten van Bremen. Worpswede werd daardoor tot een thuishaven van belangrijke kunstenaars van het Duitse impressionisme en expressionisme.
De vlucht uit de stadse omgeving van de kunstenaars, kwam naast de interesse voor licht en landelijke motieven en markante landschappen ook voort uit heimwee naar de plattelandsdroom om eenvoudig en dicht bij de natuur te leven.
Bezoekers kunnen er tegenwoordig tentoonstellingen en galeries bekijken en workshops bijwonen.

## Geschiedenis
In 1889 vestigden zich hier de kunstenaars Fritz Mackensen, Hans am Ende en Otto Modersohn en richtten een kunstenaarskolonie op. In 1893 sloot Fritz Overbeck, in 1894 Heinrich Vogeler en Carl Vinnen uit Beverstedt zich bij de groep aan. Paula Becker, die 1901 met Otto Modersohn zou trouwen, kwam in 1898 bij de groep om schilderles bij Fritz Mackensen te nemen.
In 1895 verkreeg Heinrich Vogeler de Barkenhoff, die hij in Jugendstil-stijl verbouwde. De Barkenhoff werd het middelpunt van de Worpsweder kunstenaarsbeweging. Het landleven en het Noord-Duitse landschap inspireerden ook schrijvers als Rainer Maria Rilke, zijn latere vrouw de beeldhouwster Clara Westhoff en Manfred Hausmann.
De kunstenaarskolonie trok in de periode 1924-1933 ook pioniers van de antroposofie en de biologisch-dynamische landbouw aan.
Onder  de sterke invloed van Fritz Mackensen veranderde in 1933 het politieke klimaat binnen de kunstenaarskolonie radicaal.
Voordien, vooral kort na de Eerste Wereldoorlog, overheerste het socialisme en zelfs het communisme. De Barkenhoff was een tijd lang een zetel van de Duitse tak van de Internationale Rode Hulp.
Maar de door talrijke kunstenaars te Worpswede bedreven landschapsschilderkunst paste goed in de nazi-ideologie, waar de "völkische" traditie, waaronder het verheerlijken van de folklore van het platteland, deel van uitmaakte.
Mackensen was een fel nationaalsocialist en ook de eerste vrouw van Heinrich Vogeler, de schilderes en tapijtweefster Martha Vogeler, die in 1920 van haar in haar ogen te fel communistisch geworden man scheidde en zich vestigde in de vakwerkboerderij Haus im Schluh, sloot zich in 1937 bij de NSDAP aan en was in de Hitler-tijd zeer populair. 
Linkse kunstenaars keerden Worpswede daarop massaal de rug toe.
Zeker Fritz Mackensen was een zeer belangrijke aanhanger van het nazi-regiem. Onder andere richtte hij in Bremen een nazi-gezinde kunstacademie op, de Nordische Kunsthochschule. Ook was hij op hoge leeftijd nog als propaganda-officier voor de SS in het bezette Frankrijk actief en kreeg van Hitler zelf hoge onderscheidingen.   Echter wordt dit ter wille van voortgang van de bezoekersstroom niet vermeld.
Na de Tweede Wereldoorlog duurde het dan ook enige tijd, voordat een volgende generatie kunstenaars, vrij van nazi-smetten, de kunstenaarskolonie nieuw leven wisten in te blazen. Maar nieuwe inzichten en nieuwe bestuurders zijn hierin geslaagd, gezien de huidige bloei van Worpswede.

## Persoonlijkheden

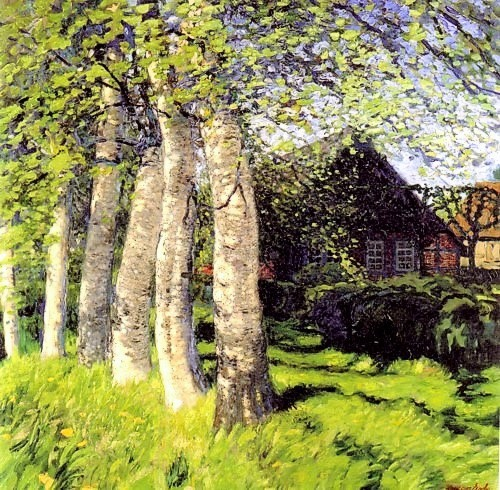
Schilderij Voorjaar in Worpswede, 1900, van Hans am Ende

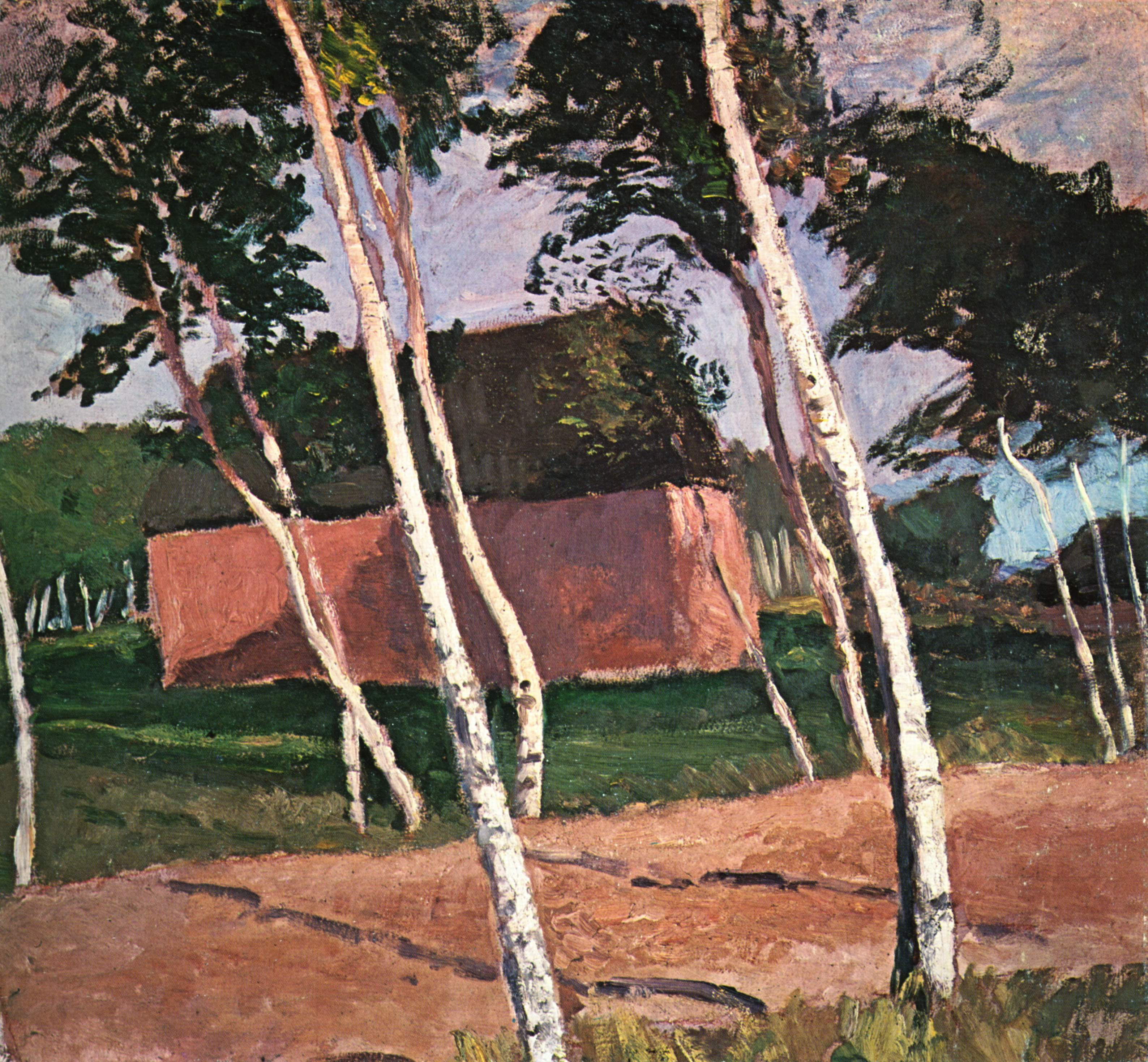
Worpsweder landschap, ca. 1900, van Paula Modersohn-Becker

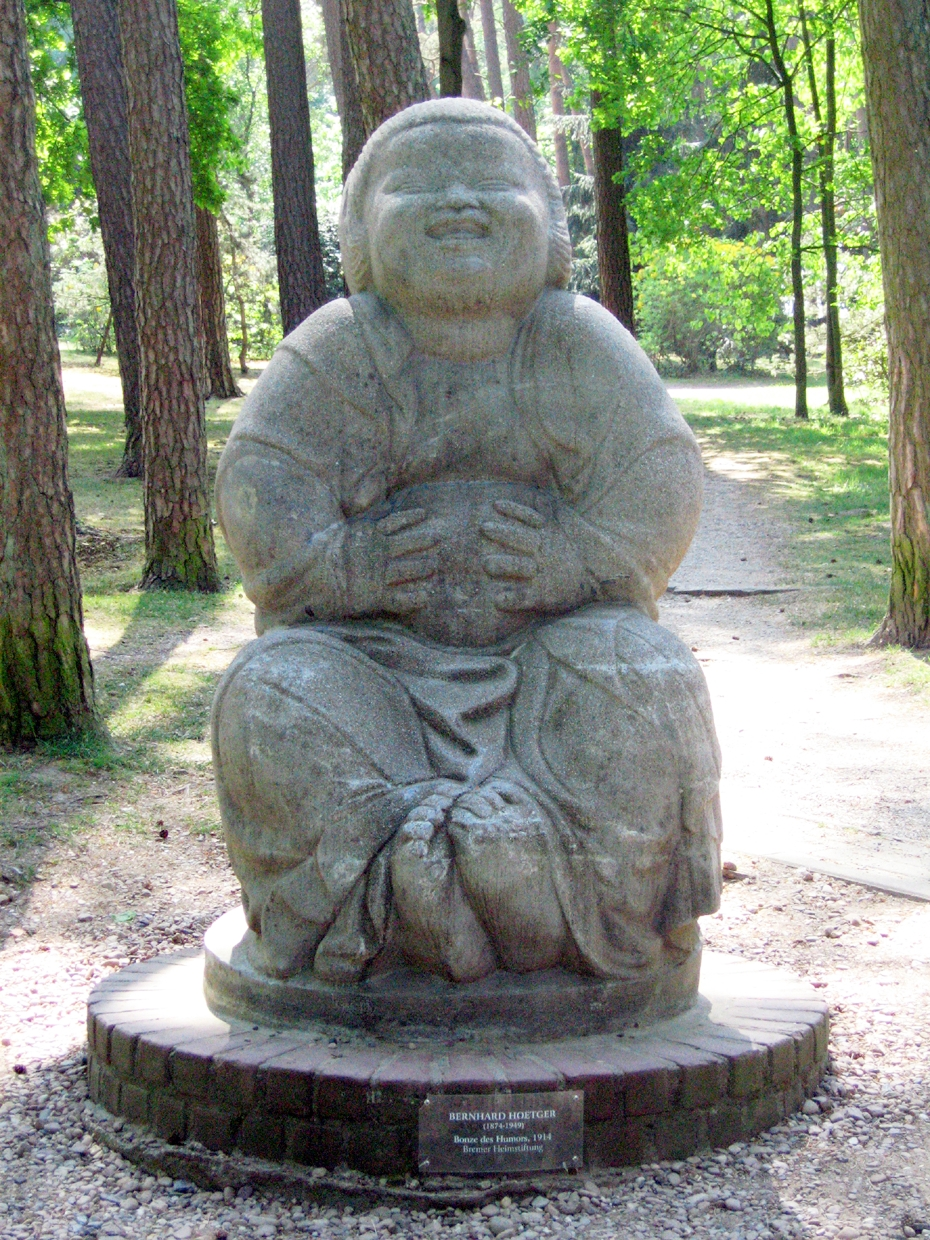
Worpswede: Bonze des Humors van Bernhard Hoetger, 1914 als kopie van een kleinplastiek (1912) ontstaan

### Eerste generatie Worpsweder kunstenaars
- Fritz Mackensen, schilder
- Paula Modersohn-Becker, schilderes
- Otto Modersohn, schilder
- Fritz Overbeck, schilder
- Heinrich Vogeler, schilder
- Clara Westhoff, beeldhouwster
- Hans am Ende, schilder
- Maria Marc, schilderes
- Bernhard Hoetger, architect, beeldhouwer, schilder
- Walter Bertelsmann, schilder
- Wilhelm Scharrelmann, schrijver

### Tweede generatie kunstenaars
- Richard Oelze, surrealistisch schilder
- Otto Meier, keramist
- Bram van Velde, schilder
- Manfred Hausmann, schrijver
- Fritz Uphoff, schilder
- Lore Schill, schilderes
- Bernhard Huys, schilder
- Paul Ernst Wilke, schilder
- Leberecht Migge, landschapsarchitect
- Jürgen Bertelsmann, schilder
- Carlo Weidemeyer, graficus, schilder, architect
- Agnes Sander-Plump, schilderes
- Heinz Dodenhoff, schilder en dichter
- Otto Tetjus Tügel, schilder en dichter

### Huidige kunstenaars in Worpswede
- Bernd Altenstein, beeldhouwer
- Hans Jürgen Burmeister, graficus
- Waldemar Otto, beeldhouwer
- Pit Morell, schilder, verteller
- Margarete Jehn, schrijfster, liedtekstschrijfster
- Johannes Schenk, matroos, schrijver, schilder
- Peter-Jörg Splettstößer, schilder, conceptual artist
- Friedrich Meckseper, schilder
- Natascha Ungeheuer, schilderes
- Tobias Weichberger, schilder en vormgever
- Heinrich Hannover, schrijver
- Wolfgang Jehn, componist
- Martin Kausche, boekontwerper, schilder
- Moritz Rinke, toneelschrijver
- Arrigo Wittler, schilder